# Quiet Sun
Quiet Sun war eine britische Progressive-Rock/Jazzrock-Band aus der Canterbury-Szene, bestehend aus Phil Manzanera (Gitarre), Bill MacCormick (Bass), Dave Jarrett (Keyboard) und Charles Hayward (Schlagzeug).

## Geschichte
Entstanden aus einer College-Band namens Pooh and the Ostrich Feather, wurde Quiet Sun 1970 gegründet, nachdem MacCormick sich mit Robert Wyatt, dem Sohn einer Freundin seiner Mutter, angefreundet hatte. Die Band integrierte – ähnlich wie auch Soft Machine – Jazz-Elemente und perlende Keyboards in ihre komplexe Musik; Manzaneras energisches Gitarrenspiel unterschied sie aber deutlich von Soft Machine, die (abgesehen von Bassgitarre) bis zu ihrem 1975 erschienenen Album Bundles keine Gitarre auf ihren regulären Alben verwendet hatten und neben Keyboards Blasinstrumente als Melodieträger verwendeten.
Quiet Sun löste sich 1972 auf, als Manzanera der neu gegründeten Gruppe Roxy Music beitrat; Hayward wurde erst kurz Mitglied von Gong und gründete später This Heat, MacCormick gründete mit Robert Wyatt, Phil Miller und Dave Sinclair Matching Mole, und Jarrett wurde Mathematik-Dozent. Charles Hayward wirkte 1981 außerdem als Gast-Schlagzeuger bei der Band Raincoats auf deren LP Odyshape mit.
Parallel zu den Aufnahmen für sein erstes Soloalbum Diamond Head rief Manzanera im Januar 1975 die ehemaligen Quiet-Sun-Bandmitglieder wieder zusammen, die dann gemeinsam unter Mitwirkung von Brian Eno im gleichen Studio ihr einziges, von Kritikern hochgelobtes Album Mainstream aufnahmen, das vom New Musical Express zum Album des Monats gekürt wurde.

## Diskografie
- 1975: Mainstream (Album)

## Filmografie
- 2015: Romantic Warriors III: Canterbury Tales (DVD)